# William Courtenay, I conte di Devon
William Courtenay, I conte di Devon (1475 – 9 giugno 1511), fu un eminente feudatario del Devon e membro di una delle principali famiglie della regione. La sua principale residenza fu il Castello di Tiverton unitamente a quelli di Okehampton e di Colcombe sempre nella stessa regione.

## La vita
William Courtenay nacque nel 1475 da Edward Courtenay, I conte di Devon e da Elizabeth Courtenay nipote di Philip Courtenay che nella Guerra delle due rose appoggiò Edoardo IV d'Inghilterra. Per parte di madre era bisnipote di Walter Hungerford, I barone Hungerford, che aveva combattuto alla battaglia di Azincourt e che era stato uomo di fiducia di Enrico V d'Inghilterra, suo antenato era anche Hugh de Courtenay, II conte di Devon, che aveva rivestito un ruolo rilevante nella Guerra dei cent'anni.
William aveva dieci quando si combatté la Battaglia di Bosworth Field e crebbe quindi quando la Dinastia Tudor stava consolidando il proprio potere. Sotto il regno di Enrico VII d'Inghilterra fu nominato Knight Bachelor all'incoronazione della regina Elisabetta di York, figlia del defunto Edoardo IV. Prestò servizio come capitano nell'esercito aiutando il padre a combattere contro Perkin Warbeck, che diceva di essere uno dei Principi nella Torre durante l'Insurrezione della Cornovaglia del 1497 che terminò con la definitiva presa del potere da parte dei Tudor.
William perse però il favore del re quando Enrico scoprì che si era unito alla cospirazione che progettava di incoronare al suo posto Edmund de la Pole, III duca di Suffolk, l'ultimo pretendente yorkista rimasto libero.
Per questo venne imprigionato alla Torre di Londra e gli vennero confiscati i propri beni, precludendogli per altro la possibilità di ereditare, nel febbraio del 1504.
William venne perdonato quando, nel 1509, ascese al trono il diciottenne Enrico VIII d'Inghilterra tanto che portò la spada del re alla sua incoronazione. Se sia vissuto abbastanza per poter riavere formalmente tutti i propri privilegi è materia di dibattito, talune fonti vogliono infatti che egli abbia preso possesso dei propri titoli e delle proprietà nel maggio del 1511. Una data molto a ridosso della sua scomparsa che avvenne il 9 giugno dello stesso anno.

## Matrimonio e figli
William si sposò con Caterina di York, figlia di Edoardo IV, nell'ottobre del 1495 e insieme ebbero:
- Henry Courtenay, I marchese di Exeter
- Edward Courtenay (1497 circa-12 luglio 1502)
- Margaret Courtenay, baronessa Herbert (1499 circa- prima del 1526)